# Kaare Lien
Kaare Lien, teilweise auch Kåre Lien (* 9. November 1935 in Skoger, Norwegen) ist ein ehemaliger kanadischer Skispringer.

## Werdegang
Lien, der aus Norwegen nach Kanada ausgewandert war, startete in den 1960er Jahren nach seiner Einbürgerung für den kanadischen Verband. Bei der Nordischen Skiweltmeisterschaft 1962 im polnischen Zakopane belegte er von der Großschanze nach Sprüngen auf 80 und 84,5 Meter den 55. Platz von 59 Startern. Von der Normalschanze belegte er kurz zuvor Rang 58 von 62 Startern.
Bei der Vierschanzentournee 1963/64 startete Lien zur Olympiavorbereitung auf der Bergiselschanze in Innsbruck. Dabei kam er jedoch über Rang 49 nicht hinaus und belegte mit diesem Ergebnis am Ende Rang 80 der Tournee-Gesamtwertung. Bei den folgenden Olympischen Winterspielen 1964 in Innsbruck belegte er im Springen von der Normalschanze nach zwei Sprüngen auf 72 und einem Sprung auf 69 Meter den 43. Platz. Von der Großschanze lag er am Ende auf Rang 45.

## Erfolge

### Vierschanzentournee-Platzierungen
| Saison  | Platz | Punkte |
| ------- | ----- | ------ |
| 1963/64 | 80.   | 355,3  |